# Симеон Пекалицький
Симеон Пекалицький (іноді Семен Пекалицький; 1630 — 1688?) — український композитор, хоровий диригент та музичний педагог. Автор партесних хорових творів.

## Біографія
Про життя Симеона Пекалицького відомо мало. Народився в Україні приблизно 1630 року, навчався у вищих школах Києва, Львова, Острога чи Луцька. Здобув ґрунтовну музичну освіту.
У 60-ті рр. XVII ст. Симеон Пекалицький керував капелою чернігівського архієпископа Лазаря Барановича. Можна припустити, що саме Лазар Баранович звернув увагу на здібного юнака. У середині 1660-х рр. московський цар зацікавився можливістю впровадження багатоголосного співу в московській церкві. 1666 року чернігівський хор, як показовий, їде до Москви, де працює майже рік. С. Пекалицький отримав нагоду продемонструвати і свою музику, і диригентську майстерність.
1667 року митець стає керівником хорової капели Йосипа (Івана) Шумлянського у Львові, а 1673 р. його знову запрошують до Москви, де він стає на чолі Придворної капели. У 80-ті роки XVII ст. знову повертається в Україну та оселяється в Новгороді-Сіверському.
У реєстрі нот бібліотеки Львівської братської школи за 1697 р. згадується 8-ми голосна «Служба Божа» Симеона Пекалицького. Очевидно вона також і виконувалась хором Львівської братської школи